# Music Inspired by Lord of the Rings
Music Inspired by Lord of the Rings è un album in studio di musica strumentale del musicista svedese Bo Hansson, pubblicato nel 1970.

## Il disco
Il disco è uscito in Svezia nel 1970 con il titolo Sagan om ringen.
Come si evince dal titolo in lingua inglese, è un concept album basato sul romanzo di genere high fantasy Il Signore degli Anelli (The Lord of the Rings) di J. R. R. Tolkien.
La copertina del disco è stata realizzata dall'artista britannico Rodney Matthews.

## Tracce
Side 1
1. Leaving Shire (Första vandringen) – 3:28
2. The Old Forest & Tom Bombadil (Den gamla skogen / Tom Bombadil) – 3:43
3. Fog on the Barrow-Downs (I Skuggornas rike) – 2:29
4. The Black Riders & Flight to the Ford (De svarta ryttarna / Flykten till vadstället) – 4:07
5. At the House of Elrond & The Ring Goes South (I Elronds hus / Ringen vandrar söderut) – 4:40

Side 2
1. A Journey in the Dark (En vandring i mörker) – 1:10
2. Lothlórien – 4:01
3. Shadowfax (Skuggfaxe) – 0:51
4. The Horns of Rohan & The Battle of the Pelennor Fields (Rohans horn / Slaget på Pelennors slätter) – 3:57
5. Dreams in the House of Healing (Drömmar i Läkandets hus) – 1:56
6. Homeward Bound & The Scouring of the Shire (Hemfärden / Fylke rensas) – 2:54
7. The Grey Havens (De grå hamnarna) – 4:57